# Betty van Viegen
G.W.M. (Betty) van Viegen (25 februari 1950) is een Nederlands politicus, lid van de PvdA.
In 1990 kwam ze in de gemeenteraad van Haarlem waar ze ook wethouder is geweest. In 2002 werd ze benoemd tot burgemeester van de Zuid-Hollandse gemeente Brielle. Op 15 oktober 2014 (enkele maanden voordat ze de pensioengerechtigde leeftijd bereikte) heeft zij deze taak, na twee ambtstermijnen, neergelegd.